# Аркадак
Аркадак (рус. Аркадак) град је у Русији у Саратовској области. Према попису становништва из 2010. у граду је живело 12845 становника.

## Становништво
| 1939.  | 1959.  | 1970.  | 1979.  | 1989.  | 2002.  | 2010.  |
| ------ | ------ | ------ | ------ | ------ | ------ | ------ |
| 10.782 | 14.790 | 14.742 | 14.061 | 14.244 | 14.438 | 12.845 |